# Lindsaea colombiana
Lindsaea colombiana là một loài dương xỉ trong họ Lindsaeaceae. Loài này được P mô tả khoa học đầu tiên năm 1928.
Danh pháp khoa học của loài này chưa được làm sáng tỏ. 